# Hobrovejskvarteret
Hobrovejskvarteret er en bydel i Aalborg 3 km syd for Aalborg Centrum. Der er 6.631 indbyggere (2009) i Hobrovejskvarteret. Hobrovejskvarteret er opvokset langs begge sider af Hobrovej. I den sydlige del af Hobrovejskvarteret ligger Kornblomstkvarteret. Sommetider benyttes en bredere definition af Hobrovejskvarteret, hvor Kærby også betragtes som en del af Hobrovejskvarteret.
Hobrovejskvarteret inkl. Kærby grænser i vest mod Hasseris, i nord mod Aalborg Centrum, i øst mod Vejgaard og i syd mod Skalborg.

## I Hobrovejskvarteret
I Hobrovejskvarterets nordlige del ligger privatskolen Skipper Clement Skolen og i den sydlige del ligger folkeskolen Vester Mariendal Skole.

## Fodnoter
1. ↑  Defineret som Aalborg Kommunes Planområde 6B Hobrovej
2. ↑  Aalborg Kommune, Statistik om folketal 2009